# Echeveria chiapensis
Echeveria chiapensis là một loài thực vật có hoa trong họ Crassulaceae. Loài này được Rose ex Poelln. miêu tả khoa học đầu tiên năm 1936.